# Carlos Güity
Carlos Güity Ávila (3 marzo 1974) è un ex calciatore honduregno, di ruolo difensore.